# Bodsjön (Bergsjö socken, Hälsingland)
Bodsjön är en sjö i Nordanstigs kommun i Hälsingland och ingår i Harmångersåns huvudavrinningsområde. Sjön har en area på 0,166 kvadratkilometer och ligger 95 meter över havet. Sjön avvattnas av vattendraget Källsvedbäcken.

## Delavrinningsområde
Bodsjön ingår i det delavrinningsområde (687248-156032) som SMHI kallar för Ovan 687333-156193. Medelhöjden är 149 meter över havet och ytan är 11,11 kvadratkilometer. Det finns inga avrinningsområden uppströms utan avrinningsområdet är högsta punkten. Källsvedbäcken som avvattnar avrinningsområdet har biflödesordning 2, vilket innebär att vattnet flödar genom totalt 2 vattendrag innan det når havet efter 29 kilometer. Avrinningsområdet består mestadels av skog (84 procent). Avrinningsområdet har 0,45 kvadratkilometer vattenytor vilket ger det en sjöprocent på 4 procent.